# Новиков, Кирилл Александрович
Кирилл Александрович Новиков (род. 14 января 1981, Москва) — российский футболист, тренер. Мастер спорта (с 1997). Футбольный судья региональной категории. Главный тренер нижнекамского «Нефтехимика».

## Биография
Сын защитника московского «Динамо» Александра Новикова. Воспитанник СДЮШОР «Динамо» Москва (тренер — В. Р. Шалин). В 1996 году выступал за сборную Москвы, в 1997—2001 годах играл за юношеские сборные России до 16 лет, 18 лет, 21 года. Участник чемпионатов Европы до 18 лет, 20 лет (1999—2001), чемпион Всемирных юношеских игр (1998). С 1999 года — игрок команд «Динамо»-2 Москва (второй дивизион), «Динамо»-д (первенство дублёров). В 2000—2002 годах провёл 26 игр в чемпионате России (высший дивизион) за московское «Динамо», в 2001—2002 годах — игрок молодёжной сборной России.
Из-за тяжёлой травмы (разрыв крестообразной связки) вынужден был закончить карьеру футболиста. В 2001 году окончил МГАФК (тренер-преподаватель). С 2007 года — тренер ЦПФ «Динамо» Москва им. Л. И. Яшина (команда 1997 г. р. (главный тренер); команда 1994 г. р. (помощник главного тренера).
В 2008—2010 годах судил матчи первенства и кубка России, в качестве главного арбитра провёл 28 матчей второго дивизиона.
В первой части сезона 2016/17 работал в тренерском штабе Сергея Чикишева в команде ПФЛ «Динамо-2» Москва. С 14 июня 2017 года был главным тренером команды «Динамо-2» Санкт-Петербург, участвовавшей в Первенстве ПФЛ 2017/18 (группа «Запад»), по итогам сезона-2017/18 команда заняла 10-е место из 14, после чего была расформирована в связи с ликвидацией основной команды и её переездом в Сочи.
С мая 2019 — главный тренер молодёжной команды «Динамо» Москва. 5 октября был одновременно назначен исполняющим обязанности главного тренера «Динамо» после отставки Дмитрия Хохлова. 8 ноября 2019 года утверждён главным тренером до конца сезона. 20 декабря 2019 года продлил соглашение до лета 2021 года. Покинул клуб 28 сентября 2020 года после поражений от тбилисского «Локомотива» в Лиге Европы 2020/21 и «Химок».
13 января 2021 года назначен главным тренером нижнекамского «Нефтехимика».